# Duck Baker
Duck Baker (* 30. Juli 1949 in Washington, D.C. als Richard Royal Baker IV) ist ein amerikanischer Fingerstyle-Gitarrist.

## Leben
Baker wuchs in Richmond, Virginia auf und zog Anfang der siebziger Jahre nach San Francisco. Er verbindet in seinem Spiel zahlreiche unterschiedliche Genres wie Ragtimes, Blues, Country, Gospel, Cajun, Bluegrass, Keltische Musik, Balladen und Jazz, Swing, New Orleans Jazz und Free Jazz. Seine Soloaufnahmen wurden vor allem von Thelonious Monk, Herbie Nichols und Randy Weston beeinflusst. Sein Album Spinning Song mit Stücken von Nichols wurde von verschiedenen Fachzeitschriften gefeiert.
Neben seiner Solokarriere spielte und spielt Baker mit unterschiedlichen Musikern zusammen, so mit dem Fiddlespieler Kieran Fahy, dem Posaunisten Roswell Rudd oder dem Gitarristen Woody Mann. Mit der Violinistin Carla Kihlstedt und dem Klarinettisten Ben Goldberg tritt er als Trio auf.

## Werke

### Solo-Diskographie
- There’s Something for Everyone in America, Kicking Mule Records, 1976
- When You Wore a Tulip, Kicking Mule Records, 1977
- The King of Bongo Bong, Kicking Mule Records, 1977
- The Art of Fingerstyle Jazz Guitar, Kicking Mule Records, 1979
- The Kid on the Mountain, Kicking Mule Records, 1980
- Under Your Heart, Edition Collage Records, 1985
- You Can’t Take the Country out of the Boy, Edition Collage Records, 1986
- Both Sides, Grossman’s Guitar Workshop, 1987
- A Thousand Words, Acoustic Music Records, 1992
- Opening the Eyes of Love, Shanachie Records, 1993
- The Art of Fingerstyle Jazz Guitar, Shanachie Records (Neuauflage), 1994
- The Clear Blue Sky, Acoustic Music Records, 1995
- Spinning Song: Plays the Music of Herbie Nichols, Avant Records, 1996
- Ms. Right, Acoustic Music Records, 1998
- The Kid on the Mountain, Fantasy Records (Neuauflage), 1999
- My Heart Belongs to Jenny, Day Job Records, 2000
- The Salutation, (Neuauflage), 2006
- Do You Know What It Means To Miss New Orleans, Day Job Records, 2006
- The Roots and Branches of American Music, Les Cousins, 2009
- Everything That Rises Must Converge, Mighty Quinn, 2009
- Duck Baker Plays the Music of Herbie Nichols, 2019

### Lehrwerke (Auswahl)
- Duck Baker's Fingerstyle Blues Guitar 101
- Fingerstyle Jazz Guitar (mehrere Bände)
- Irish Hornpipes, Slip Jigs & Reels
- Music of Thelonious Monk
- Music of Turlough O’Carolan